# Most do země Terabithia
Most do země Terabithia (z anglického originálu Bridge to Terabithia) je dobrodružná a fantazijní kniha pro děti školního věku. Autorkou je americká spisovatelka Katherine Paterson. Poprvé byla kniha vydána v roce 1977 nakladatelstvím Thomas Y. Crowell Co. v New Yorku. Český překlad se objevil v roce 1999 a vydalo jej nakladatelství Albatros v Praze. Příběh vypráví o cestě za fantazií a o silném poutu opravdového, čistého přátelství.

## Děj
Desetiletý kluk Jess se seznamuje s novou dívkou, která se nedávno přistěhovala. Z počátku s ní Jess nechce mít nic společného, ale po čase zjišťuje, že je vlastně úžasně jiná než všechny děti kolem. Společně vstupují do svého vlastního fantazijního světa, kterému vládnou. Jejich přátelství se stává výjimečným, neobyčejným a vzácným. Zažívají spolu mnoho krásných zážitku, které ale naneštěstí přeruší tragická nehoda. Leslie odchází a Jess najednou zůstává se vzpomínkami a jejich novým světem sám. Jess se snaží vyrovnat se ztrátou, ale v srdci pořád ví, že Leslie je s ním i tak a nikam neodešla. Nakonec do země Terabithia přichází očekávaná královna, kterou se stává malá sestřička Jesse, May Belle.

## Okolnosti vzniku
Autorka Katherine Patersonová je nositelkou ceny Hanse Christiana Andersena a ceny Astrid Lindgrenové. Příběh je inspirován skutečnou událostí, kterou si prožil syn spisovatelky. Proto je kniha věnována Davidovi Lordu Petersonovi a Lise Hillové.

## Přijetí díla a interpretace
Bianca Schulze z webu The Children's Book Review uvádí, že je kniha napsána nádherně. Čtenáři ochotně objevují to, jak se Jess vypořádává s tím nejhlubším zármutkem, jaký kdy zažil. I když je kniha ve výsledku velmi smutná, stále převažují krásné a pozitivní zážitky Jesse a Leslie, které čtenářům vyvolají úsměv na tváři. Whitney Atkinson na webu Goodreads hodnotí knihu jako málo rozepsanou do detailů, co se týče například popisu postav, dialogů nebo aktivit, které se dějí. Vše se podle něj děje velmi rychle. Na druhou stranu si myslí, že pro děti je tato forma přijatelnější a srozumitelnější.
Kniha je především v anglicky mluvících zemích často používána ve výuce. Časopis School Library Journal ji ve svém průzkumu nejoblíbenějších dětských knih udělil desáté místo. Přitom však konstatoval, že kniha bývá znepokojivě často předmětem cenzurních zásahů nebo stížností, podle něj málo oprávněných. Stížnosti nejčastěji směřují na jazyk díla, jelikož postavy někdy mluví vulgárně nebo profánně, a také na zachycovaná témata, především pak otázku smrti – podle stěžovatelů kniha vede k „negativnímu pohledu na život“ a nerespektování dospělých, ukazuje matoucí fantastický svět, nebo dokonce „propaguje čarodějnictví“.
Maria Nikolajeva text srovnává s jinými díly dětské literatury, které otevírají otázku smrti, jako jsou například romány Astrid Lindgrenové, jako je Mio, můj Mio nebo Bratři Lví srdce. Most do země Terabithia smrtí přítelkyně a duchovní průvodkyně podle ní ještě zřetelněji než v těchto románech „otevírá cestu k dospělosti“.

## Filmová adaptace
Podle předlohy úspěšného bestselleru natočil režisér Gábor Csupó stejnojmenný dětský fantasy film. Hlavní role Jesse a Leslie ztvárnili Josh Hutcherson a AnnaSophia Robb.